# Рот Фронт-3
Рот Фронт-3 (РФ-3) — експериментальний одномісний планер конструкції О.К.Антонова побудований 1933 року. 
Для того, щоб дослідити в польоті вплив різних елементів конструкції на характеристики планера в 1939 році були виготовлені ще три планери Рот Фронт-1, Рот Фронт-3, Рот Фронт-4 які мали деякі відмінності. Наприклад Рот Фронт-1, Рот Фронт-2, Рот Фронт-3 мали однаковий профіль і розмах і відрізнялися площею і подовженням крила. РФ-2 відрізнявся кермом висоти збільшеної площі, а РФ-4 мав найбільший розмах крила. На IX Всесоюзних планерних змаганнях РФ-3 налітав всього 1,5 години. Планер під управлінням планериста М. Л. Сирокваші зазнав аварії на зльоті. Причиною аварії була поломка шарнірів керма напряму.

## Конструкція
Рот Фронт-2 мав конструкцію високоплана із свободнонесучим крилом.
- Крило — складалося з двох половин та мало коробчатий лонжерон і додатковий косий лонжерон біля кореня, були наявні щілинні елерони і закрилки з усього розмаху. Для керуванням закрилками був спеціальний важіль.
- Фюзеляж — мав форму гондоли яйцеподібного перетину, що переходив під крилом у свободнонесучу балку з кілем на кінці, розчалену до крила чотирма тросами.